# Фотон (игровой автомат)

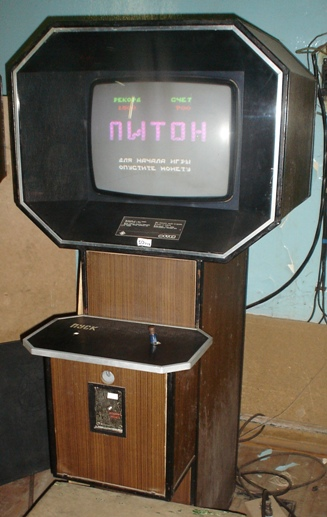
Фотография игрового автомата «Фотон» с игрой «Питон»

Фотон — советский игровой автомат, выпускавшийся в конце 1980-х — начале 1990-х годов одноимённым кооперативом в Пензе. Комплектующие закупались у заводов Воронежа, Саранска и Нижнего Новгорода. Автоматы закупались у производителя «Союзаттракционом» и Министерством культуры. Объём производства автоматов составлял до 150 штук в месяц.

## Устройство
Выполнен на основе незначительно модифицированного бытового компьютера ПК8000. Модификация заключается в замене микросхем ПЗУ с интерпретатором Бейсика на ПЗУ с игровой программой. Также отсутствует клавиатура и пьезоизлучатель, установленный на плате компьютера для воспроизведения звука. Вместо этого звук выводится на выход для подключения магнитофона. Джойстик подключён к штатному разъёму джойстика.
Известен также более поздний вариант автомата — «Фотон-ИК02», где применена ZX Spectrum-совместимая плата. По сравнению с платой от ПК8000 у неё слабее графические возможности, но выше быстродействие.

## Игры
Известно три варианта автомата с платой от ПК8000 и четыре игры для него. Варианты автомата различаются табличкой с инструкцией, зависящей от установленной игры.
- Питон
- Лабиринт и клад (выбираются игроком)
- Тетрис

Версии игр «Лабиринт и клад» также существуют для обычного ПК8000. Они отличаются только отсутствием работы с монетоприёмником и счётчика времени.
Для автомата с ZX Spectrum-совместимой платой известны следующие наборы игр:
- Бродяга (Inspector Gadget and the Circus of Fear)
- Чёрный корабль (Black Beard)

- Повар (Cookie), Собрать «Буран» (Jetpac) и Агропром (Pssst)

## Эмуляция
В 2009 году силами энтузиастов был сделан дамп ПЗУ с одной из игр для автомата (Тетрис). Поддержка автомата с платой от ПК8000 и первой игры для него была добавлена в эмулятор MAME в версии 0.133u1 в августе 2009 года. В следующую версию (0.134, сентябрь того же года) добавлена поддержка автомата с ZX Spectrum-совместимой платой.